# Curt Ljunggren

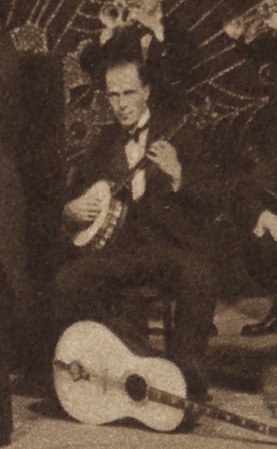
Curt Ljunggren som medlem av Helge Lindbergs orkester.

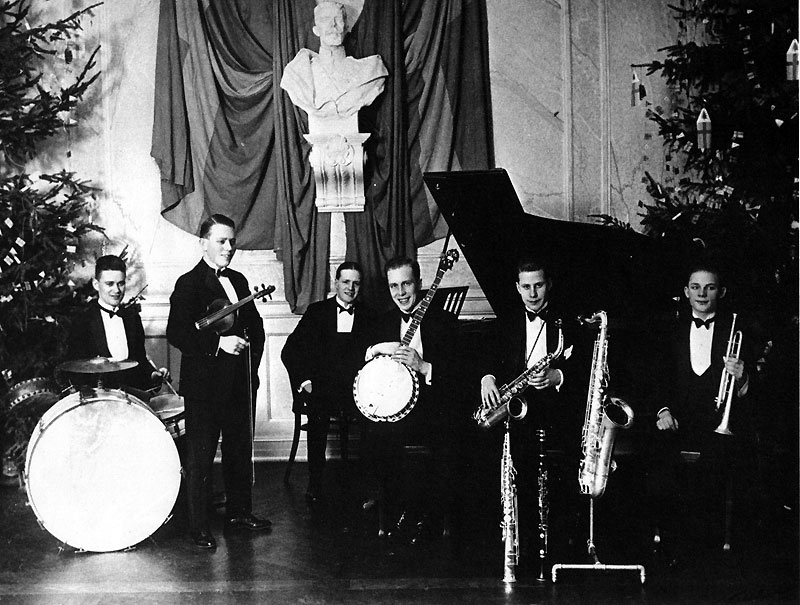
Curtz' Jazzorkester på Frimurarhotellet i Linköping på nyårsafton 1926. Personer: Anders Soldén (trummor), Folke Andersson (fiol), Nisse Lind (piano), Curt Ljunggren (banjo), Sam Jacobsson (saxofon) och Gösta Redlig (trumpet).

Curt Ivar Vilhelm "Curre" Ljunggren (tilltalsnamnet ursprungligen skrivet Kurt), född den 10 september 1900 i Stockholm, död den 10 september 1975 i Matteus församling i Stockholm, var en svensk dans- och jazzmusiker (banjoist och gitarrist men även sångare) samt orkesterledare. 

## Biografi
Efter ett engagemang på Hasselbacken övertog Ljunggren 1926 ledningen för orkestern ombord på amerikabåten M/S Gripsholm, vars musiker under fartygets uppehåll i New York fick tillfälle att se och höra berömda amerikanska orkestrar som Jean Goldkettes (med bland annat Bix Beiderbecke och Frank Trumbauer), vilka utövade ett starkt inflytande på dem. På hösten samma år spelade i huvudsak samma musiker framgångsrikt vidare som "Curtz' Jazzorkester" på Frimurarhotellet i Linköping. Ur denna formation skulle kort därefter den i svensk jazzhistoria viktiga Svenska Paramountorkestern uppstå. Då hade dock Ljunggren själv lämnat orkestern (enligt trumslagaren Anders Soldén till följd av ett bråk med violinisten Folke Andersson), för att från 1927 i stället ingå i Helge Lindbergs orkester på nöjesetablissemanget Savoy på Djurgården. 
Han medverkade under denna tid inte bara på skivinspelningar under Lindbergs namn på Polyphon, utan också på ett stort antal utgåvor under de egna sättningarna "Curtz' Trio" och "Curtz' åtta" på Husbondens röst. Av de senare finns Ack lilla Vera från 1929 – med trumpetsolo av Gösta Törnblad och sång av Ljunggren själv – återutgiven på del 1 i skivserien Svensk jazzhistoria. 
Med Lindbergorkestern medverkade Ljunggren också i radioutsändningar från Savoy, även då ibland som vokalist. Sedan Lindberg 1930 övergått till ett engagemang hos Ernst Rolf tog Ljunggren (efter ett mellanspel av violinisten Sven Bergman) över ledningen av orkestern på Savoy. Trumpetaren Gösta Törnblad har vittnat om att "den store" Ljunggren var "stark som en brottare" och därför vid sidan av sin roll i orkestern också fick rycka in som extra vaktmästare emellanåt, med uppgift att ta hand om besvärliga gäster på etablissemanget.
På 1930-talet övergick Ljunggren till en tjänst vid företaget Colgate-Palmolive, där han blev kvar till pensioneringen. Han gifte sig 1936 med Berta Inez Linnéa Ahlin (1912–1938). Curt Ljunggren är begravd på Norra begravningsplatsen utanför Stockholm.